# Fondul Malala
Fondul Malala (în engleză Malala Fund) este o organizație nonprofit internațională, care pledează pentru educația fetelor. A fost cofondată de Malala Yousafzai, activistă pakistaneză pentru educația feminină și cea mai tânără laureată a Premiului Nobel, și de tatăl ei, Ziauddin Yousafzai. Scopul declarat al organizației este de a asigura 12 ani de educație gratuită, sigură și de calitate pentru fete. Începând din iulie 2020 , organizația are 48 de angajați și sprijină 58 de activiști care lucrează în Afganistan, Brazilia, Etiopia, India, Liban, Nigeria, Pakistan și Turcia.
Organizația a fost prezentată în filmul documentar american din 2015, He named me Malala, și în romanul autobiografic Eu sunt Malala.

## Istoric
Angelina Jolie a fost prima persoană care a contribuit la Fondul Malala în 2013, printr-o donație personală de 200.000 de dolari, care a fost folosită pentru a finanța educația fetelor din orașul în care s-a născut Malala, Swat Valley din Pakistan.
În 2014, Fondul Malala a contribuit la construirea unei școli secundare pentru fete în Kenya rurală și a oferit rechizite școlare și programe de educație continuă în Pakistan pentru copiii refugiați din cauza conflictului din Waziristanul de Nord și a inundațiilor din 2014.
În 2015, când guvernul din Sierra Leone a închis mai multe școli din cauza epidemiei de Ebola, Fondul Malala a cumpărat aparate de radio și a creat săli de clasă pentru 1.200 de fete marginalizate care au putut astfel să-și continue educația. Bazându-se pe susținerea Malalei pentru fetele din Nigeria, Fondul Malala a garantat burse integrale elevelor din Chibok care fuseseră răpite de către Boko Haram și apoi eliberate, burse care să le permită să-și finalizeze studiile secundare. Pe 12 iulie 2015, la împlinirea vârstei de 18 ani, Malala a anunțat finanțarea prin Fondul Malala a unei școli secundare din Valea Bekaa, Liban, lângă granița cu Siria, pentru refugiații sirieni.
În 2016, Malala a vizitat tabăra de refugiați Dadaab de ziua ei și a participat la festivitatea de absolvire a fetelor refugiate din cadrul unui program de mentorat privind tehnici și abilități de viață susținut de Fondul Malala. În decembrie 2016, Fundația Bill & Melinda Gates a donat 4 milioane de dolari pentru a ajuta Fondul Malala să demareze proiectul Rețeaua Campionilor în Educație, ce urma să ofere sprijin campionilor educației din țările în curs de dezvoltare.
În 2017, Fondul Malala a extins semnificativ proiectele de investiții pe care Newsweek le-a descris drept „programe de promovare a educației conduse de localnici, de genul celor organizate de Malala și tatăl ei când locuiau în Pakistan, și care vor presupune investiții de până la 10 milioane de dolari pe an în următorul deceniu”. Noile granturi au inclus un proiect în Afganistan pentru a sprijini recrutarea și formarea profesorilor care să predea în sălile de clasă supraaglomerate ale țării și pentru a susține activiștii locali din Nigeria care militează pentru extinderea educației publice de la 9 la 12 ani.
În 2018, Apple Inc. a colaborat cu Fondul Malala pentru a finanța extinderea în India și în America Latină și pentru a oferi tehnologie, asistență pentru curriculum și cercetare în domeniul politicilor, cu scopul de a educa peste 100.000 de fete. În plus, s-au făcut demersuri pentru a se stabili o conexiune în Brazilia cu Apple Developer Academy.

## Programe

### Rețeaua Campionilor Educației
Fondul Malala sprijină activiștii și programele locale pentru promovarea educației secundare a fetelor din întreaga lume. Țările actuale prioritare pentru Fondul Malala sunt Afganistan, Brazilia, Etiopia, India, Liban, Nigeria, Pakistan și Turcia. Unul dintre campionii Pakistanului este Gulalai Ismail, activistă pentru drepturile omului și președinte al organizației non-guvernamentale Aware Girls, în care a activat și Malala în 2011.

### Cercetare și activism
Malala, Ziauddin, angajații Fondului Malala, membrii Rețelei Campionilor Educației și tinerii activiști din domeniul educației participă la conferințe și se întâlnesc cu lideri politici pentru a milita pentru educația fetelor. Obiectivele lor sunt îndreptate spre a suplimenta finanțarea pentru educația fetelor și a elimina barierele care împiedică accesul fetelor la școală, cum ar fi căsătoria timpurie, munca copiilor, conflictele armate și discriminarea de gen. Fondul Malala a efectuat cercetări privind impactul educației secundare a fetelor în colaborare cu Brookings Institution, Banca Mondială și Results for Development.
În iunie 2018, Fondul Malala a contribuit la obținerea din partea țărilor din G7 și a Băncii Mondiale a unui angajament de 2,9 miliarde USD pentru educația fetelor.

### Assembly
În iulie 2018, Fondul Malala a lansat Assembly, o publicație digitală cu povești scrise de fete, pentru fete. Fondul Malala a câștigat Premiul Webby 2020 Email Newsletter la categoria Web.